# Loxosomella seiryoini
Loxosomella seiryoini är en bägardjursart som beskrevs av Emschermann 1993. Loxosomella seiryoini ingår i släktet Loxosomella och familjen Loxosomatidae. Inga underarter finns listade i Catalogue of Life.